# Cyrrhus

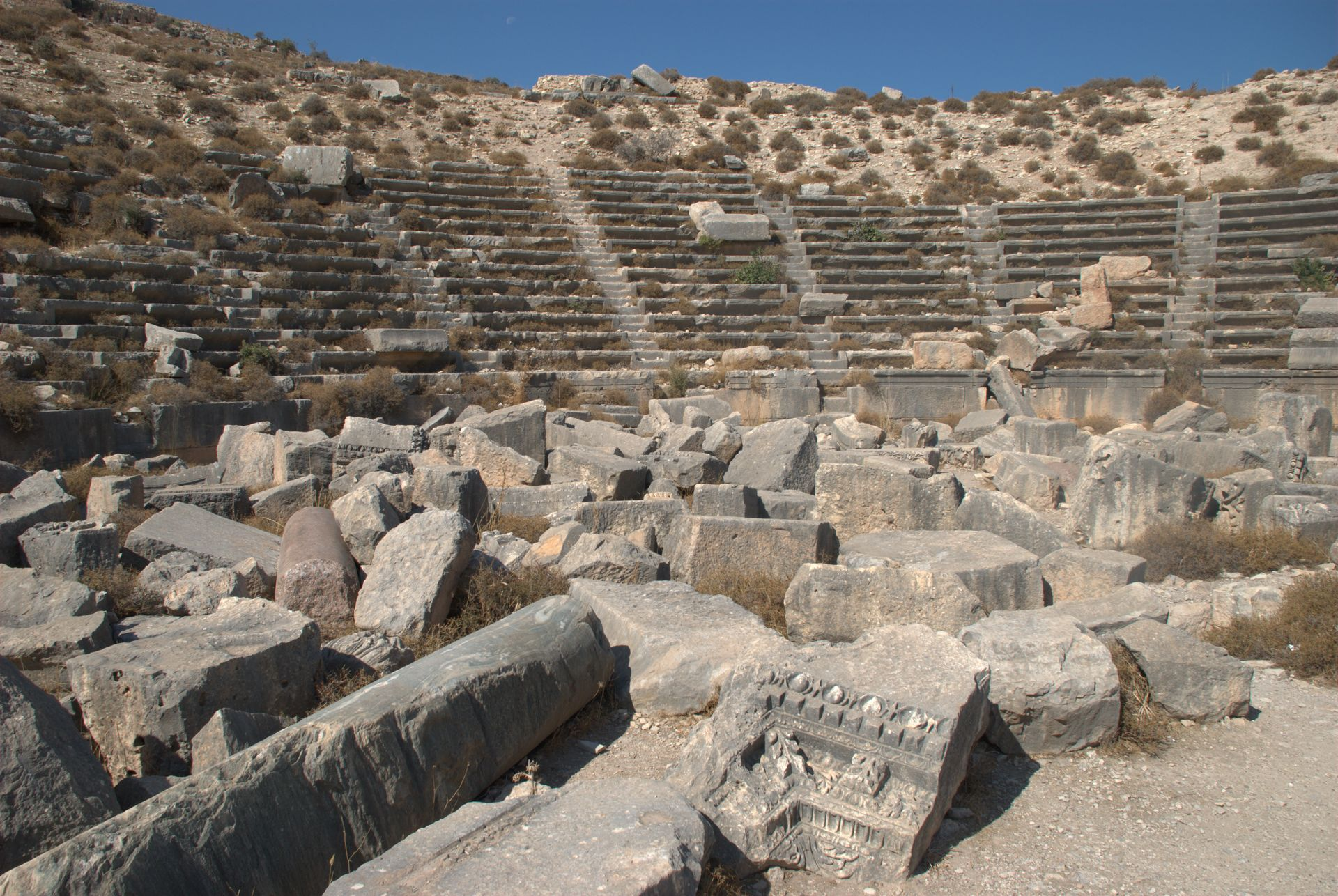
Avec ses 115 m de diamètre, le théâtre de Cyrrhus est un des plus grands de l'époque romaine.

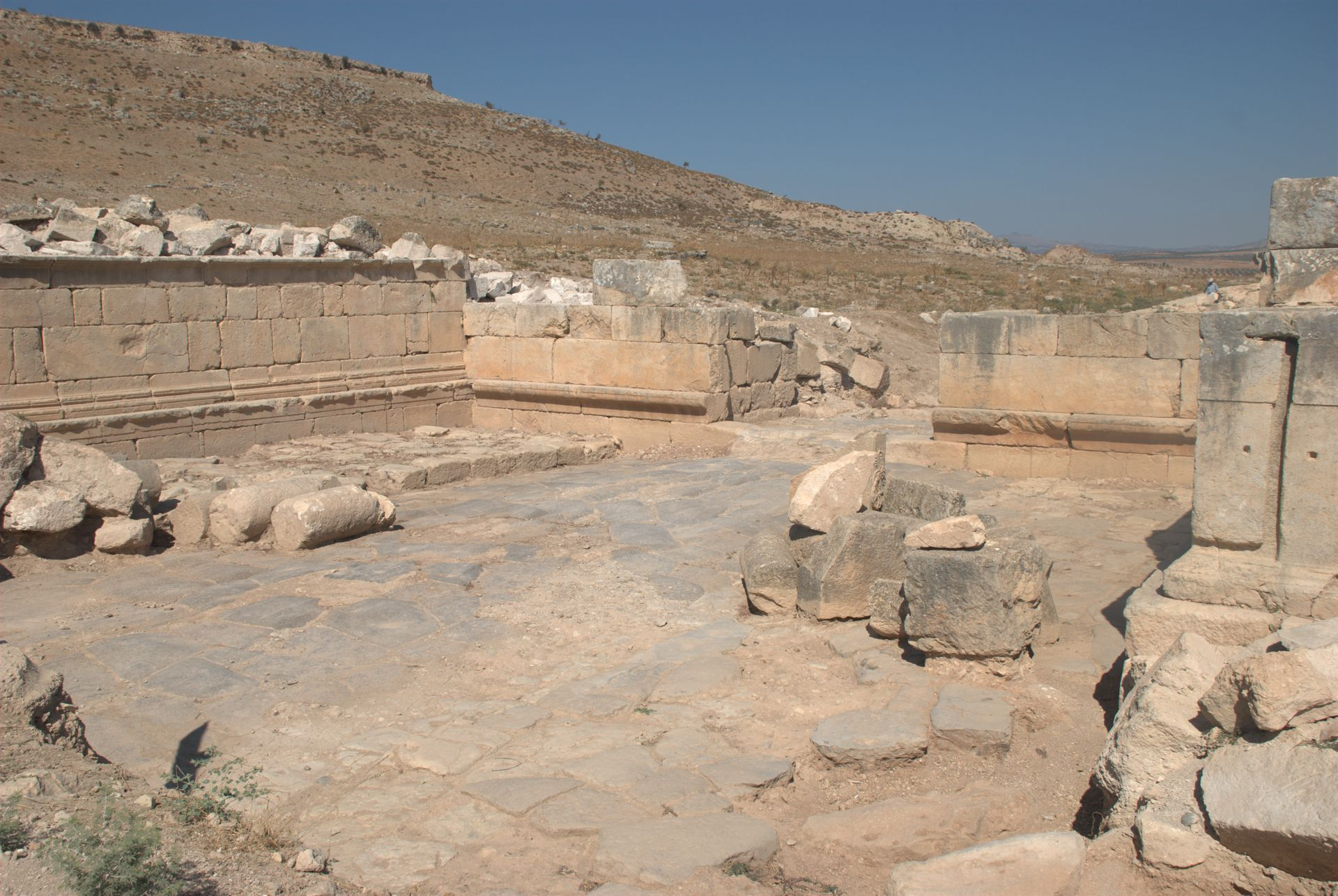
L'entrée actuelle des ruines passe par la tour Sud.

Cyrrhus, Cyrrus, ou Kyrros (en grec : Κύρρος) était dans l'ancienne Syrie une ville fondée par Seleucos Ier Nicator, un des généraux d'Alexandre le Grand. La ville s'est appelée aussi Hagioupolis, Nebi Huri, نبي حوري, Khoros (en arabe حوروس Ḳūrus). Ses ruines se trouvent en Syrie à environ 14 km au nord-ouest de Kilis (Turquie), à proximité immédiate de la frontière syro-turque.
Cyrrhus était la capitale de la vaste région de Cyrrhestique, entre la plaine d'Antioche et la Commagène. Une fausse étymologie du VIe siècle la met en relation avec Cyrus roi de Perse, en raison de la ressemblance des noms.
L'emplacement de la ville est marqué par ses ruines à Khoros, à 14 km au nord-ouest de Kilis, près du village d'Afrin. Les ruines se trouvent près de la rivière Afrin Marsyas, un affluent de l'Oronte, qui fut aménagée par l'évêque Théodoret.

## Histoire

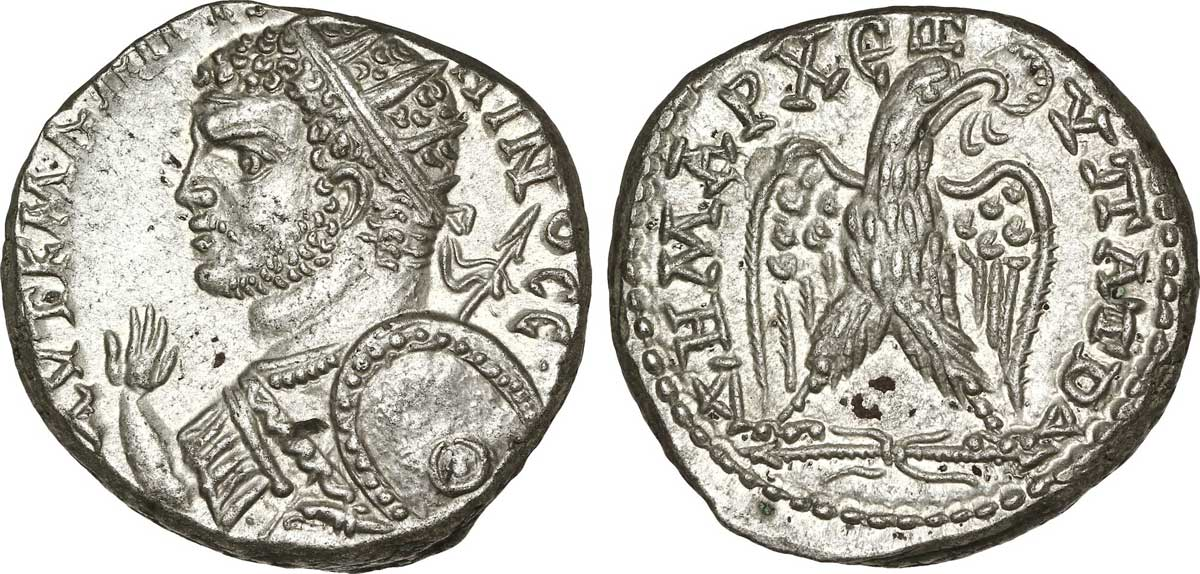
Monnaie frappée en la cité de Cyrrhus

Cyrrhus fut fondé par Seleucos Ier Nicator peu après 300 av. J.-C. et on lui donna le nom de la ville de Cyrrhus en Macédoine. Prise par les Arméniens au Ier siècle av. J.-C., elle devint ensuite romaine quand Pompée s'empara de la Syrie en 64 av. J.-C. Au Ier siècle apr. J.-C., elle devint un centre administratif, militaire et commercial romain sur la route commerçante joignant Antioche à l'Euphrate en passant par Zeugma et elle frappa sa propre monnaie. L'Empire perse la prit à plusieurs reprises au cours du IIIe siècle.
Au VIe siècle, la ville fut embellie et fortifiée par Justinien. Elle fut prise par les Musulmans en 637 et par les Croisés au XIe siècle. Elle fut une des forteresses du Comté d'Édesse. Nur ad-Din s'en empara de nouveau en 1150. Les voyageurs musulmans des XIIIe et XIVe siècles parlent d'elle comme d'une ville importante mais en grande partie en ruines.

## Histoire religieuse

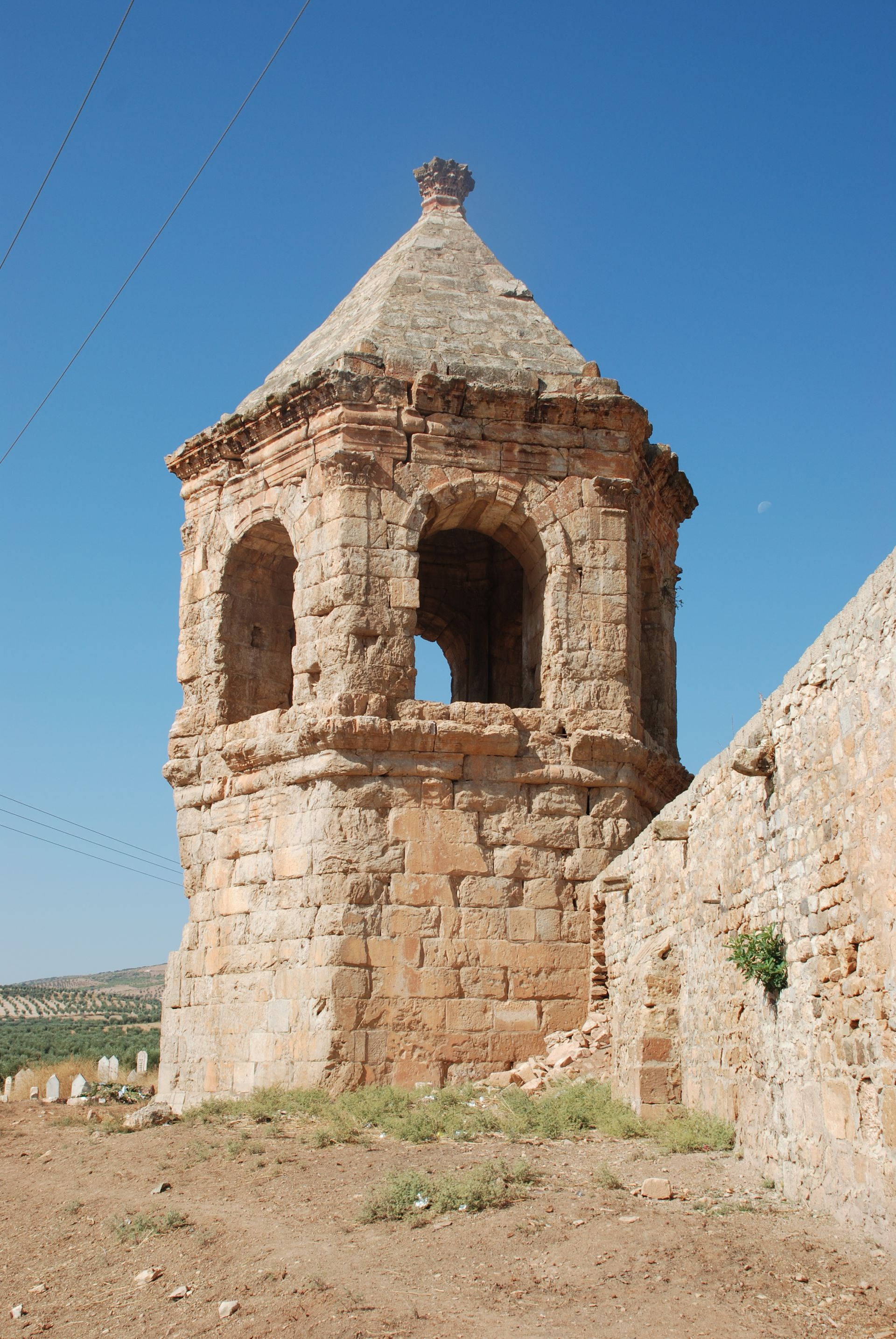
Mausolée de Nebi Huri

Très tôt le diocèse de Cyrrhus devint suffragant de Hiérapolis Bambyce dans la Province de l'Euphrate. Nous en connaissons huit évêques avant 536 (Lequien, II, 929; E.W. Brooks, The Sixth Book of the Select Letters of Severus, II, 341). Le premier a participé au premier Concile de Nicée en 325. Le plus célèbre est Theodoret (423-58), écrivain prolifique, bien connu pour son rôle dans l'histoire du Nestorianisme et de l'Eutychianisme. (Ses travaux se trouvent dans Migne, P.G., LXXX-LXXXIV.) Il nous dit que le petit diocèse de cet évêque (une quarantaine de miles carrés) n'avait pas moins de 800 églises, ce qui suppose une population très dense.
Une basilique magnifique abritait les reliques des saints Côme et Damien, martyrisés à proximité vers 283 et dont les corps avaient été transportés dans la ville, appelée ainsi pour cette raison Hagioupolis. Par ailleurs beaucoup de saints personnages, surtout des ermites, avaient vécu dans cet endroit ou y vivaient encore, parmi eux les saints Acepsimas, Zeumatius, Zebinas, Polychronius, Maron (le patron de l'Église maronite), Eusèbe, Thalassius, Maris, Jacques le Thaumaturge et d'autres. Theodoret consacra tout un ouvrage à vanter leurs vertus et leurs miracles. Sous Justinien, Cyrrhus devint une métropole ecclésiastique indépendante, relevant directement d'Antioche. Le patriarche Michel le Syrien donne les noms de treize évêques de Cyrrhus appartenant à l'Église syriaque orthodoxe depuis le neuvième siècle jusqu'au onzième (Revue de l'Orient chrétien, 1901, p. 194). Seuls deux titulaires latins sont cités par Lequien (III, 1195).
La mémoire de ce diocèse est conservée par un siège titulaire (de) catholique de la province ecclésiastique de Syrie.